# Swordfishtrombones
Swordfishtrombones è l'ottavo album in studio del cantautore statunitense Tom Waits ed è considerato una delle sue migliori opere. Pubblicato dalla Island Records nel 1983, segna il passaggio dalle atmosfere fumose di un Waits tipo jazz crooner ad uno stile più sofisticato, tipicamente postmoderno.

## Tracce
Tutte le canzoni sono state scritte e arrangiate da Tom Waits, eccetto Underground, Johnsburg, Illinois, Rainbirds e In the Neighborhood arrangiate da Tom Waits e Francis Thumm.
1. Underground - 1:58
2. Shore Leave - 4:12
3. Dave the Butcher – 2:15 - (Strumentale)
4. Johnsburg, Illinois - 1:30
5. 16 Shells from a Thirty-Ought-Six - 4:30
6. Town with No Cheer – 4:22
7. In the Neighborhood - 3:04
8. Just Another Sucker on the Vine - 1:42 - (Strumentale)
9. Frank's Wild Years - 1:50
10. Swordfishtrombone - 3:00
11. Down, Down, Down - 2:10
12. Soldier's Things - 3:15
13. Gin Soaked Boy - 2:20
14. Trouble's Braids - 1:18
15. Rainbirds - 3:05 - (Strumentale)

## Classifiche
| Classifica (2021) | Posizione massima |
| ----------------- | ----------------- |
| Grecia            | 13                |

## Curiosità
La canzone "Underground" è stata usata nel film d'animazione "Robots"